# 羽二重

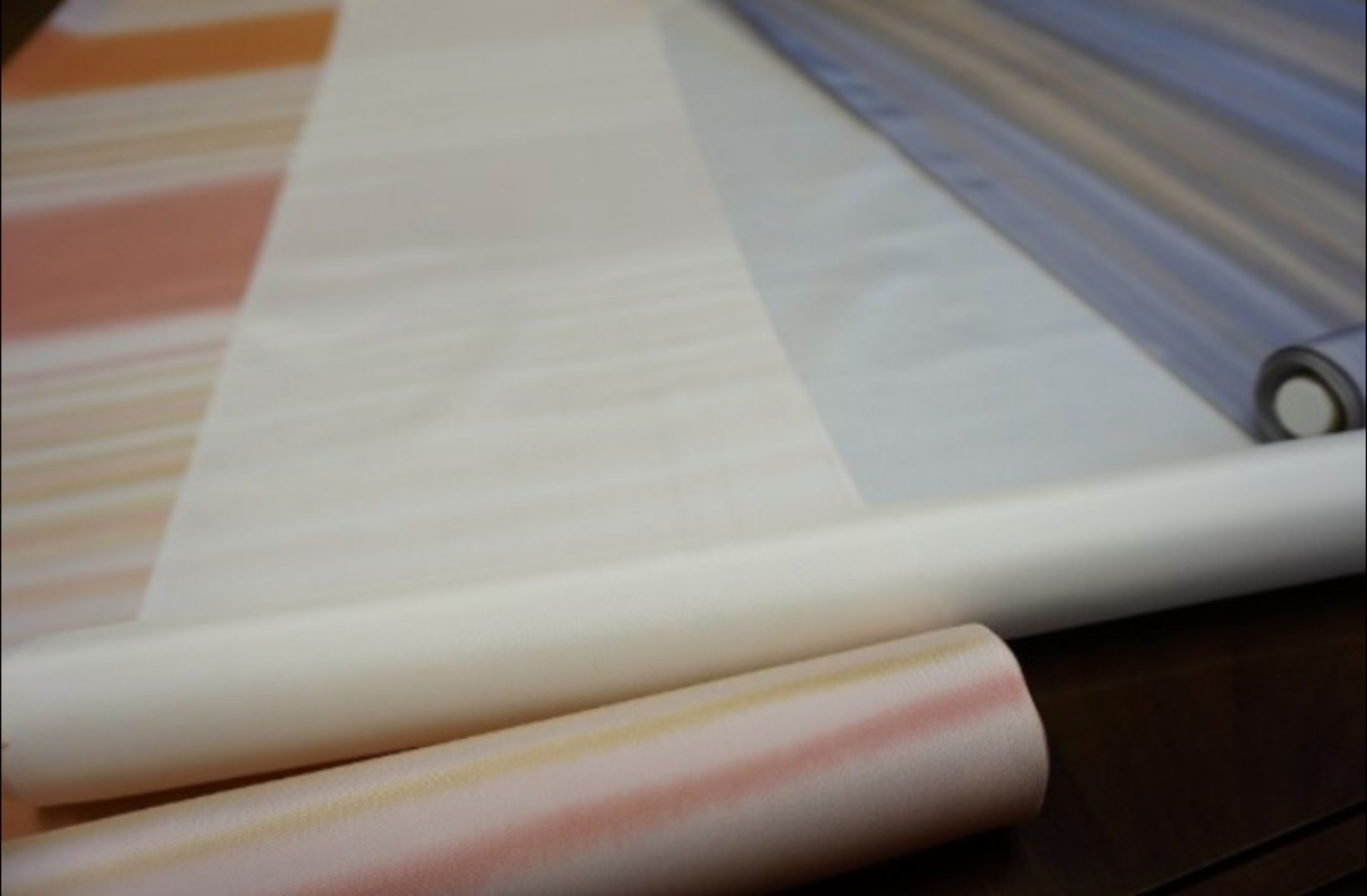
羽二重

羽二重（はぶたえ、英: habutae silk）は、平織りと呼ばれる経糸（）と緯糸（）を交互に交差させる織り方で織られた織物の一種。絹を用いた場合は光絹（）とも呼ばれる。
通常の平織りが緯糸と同じ太さの経糸1本で織るのに対し、羽二重は経糸を細い2本にして織るため、やわらかく軽く光沢のある布となる。
織機の筬の一羽に経糸を2本通すことからこの名がある。
白く風合いがとてもよいことから、和服の裏地として最高級であり、礼装にも用いられる。
日本を代表する絹織物であり『絹のよさは羽二重に始まり羽二重に終わる』といわれる。

## 歴史
羽二重は日本では近世から始められたと伝わっている伝統的な織物である。明治10年頃から京都や群馬県桐生などで機織り機の研究が進められ、明治20年頃には福島県川俣、石川県、福井県などで生産されるようになった。明治時代、日本の絹織物の輸出は羽二重が中心であり、欧米に向けてさかんに輸出され、日本の殖産興業を支えた。羽二重は国内向けのものと輸出向けのものがあり、輸出されるものを「輸出羽二重」と呼んだ。
福井県では、細井順子が高性能だが操作が難しいバッタン機の操作方法を習得し、福井織工会社の工員へ指導する。その結果、明治14年に開かれた第二回国内勧業博覧会において、同社が出品した越前傘地と越前ハンカチーフが優秀賞を獲得する。これを皮切りに、福井県における羽二重の出荷量が増加し、大正8年には羽二重の生産額が1億7,000万円（全国輸出額の60%）となる。